# Грундсхайм
Грундсхайм (нем. Grundsheim) — община в Германии, в земле Баден-Вюртемберг. 
Подчиняется административному округу Тюбинген. Входит в состав района Альб-Дунай.  Население составляет 186 человек (на 31 декабря 2010 года). Занимает площадь 3,70 км².